# Maciej Loret
Maciej Loret (ur. 7 czerwca 1880 w Medyce k. Przemyśla, zm. 5 lutego 1949 w Rzymie) – polski dyplomata, badacz dziejów Polski XVIII i XIX wieku.

## Życiorys
Pochodził z rodziny francuskiej osiadłej w Polsce. Był synem Synoda Karola (1848–1911) i Eugenii z Górnikiewiczów, bratem Adama, leśnika. Ukończył w 1898 Wyższe c.k. Gimnazjum w Jaśle i zdał maturę z wyróżnieniem. Absolwent historii Uniwersytetu Lwowskiego - doktorat w 1904 pod kierunkiem Szymona Askenazego. Studiował także na uniwersytecie we Fryburgu. Od 1904 pracował w Rzymie z ramienia Polskiej Akademii Umiejętności. W 1911 rozpoczął wydawanie organu Biura Informacyjno-Prasowego „Agence Polonaise de Presse”. Po utworzeniu Komitetu Narodowego Polskiego przez Romana Dmowskiego, został członkiem jego Misji rzymskiej, która 14 lutego 1919 została ona uznana za przedstawicielstwo Rządu Narodowego.
W latach 1919–1926 i 1939–1940 pracował w służbie dyplomatycznej - był radcą poselstwa polskiego przy Stolicy Apostolskiej i rządzie Królestwa Włoch (1919–1926) a od 15 października 1939 attaché kulturalnym przy ambasadzie RP przy Stolicy Apostolskiej (1939–1940).
Członek korespondent PAU od 1945.

## Wybrane publikacje
- Między Jeną a Tylżą (1902)
- Kościół katolicki a Katarzyna II : 1772–1784, przedm. Szymon Askenazy, Kraków - Warszawa: z zapomogi Kasy Pomocy dla osób pracujących na polu naukowem im. J. Mianowskiego (1910)[3]
- Kościół katolicki a Katarzyna II (1910)
- Zamach na Stanisława Augusta w świetle źródeł watykańskich (1911)
- Kwestia legalności bytu oo. jezuitów na Białej Rusi po zniesieniu zakonu w roku 1773 (1912)
- Kościół katolicki w początku panowania Aleksandra I (1913)
- Stosunek kościoła do państwa w Księstwie Warszawskim (1913)
- Watykan a Polska 1815–1832 (1913)
- A traverso la storia della Polonia (1916)
- Cause della guerra russo-polacca (1920)
- La Polonia e la pace (1920)
- Życie polskie w Rzymie w XVIII wieku, Rzym (1930)[4]

## Odznaczenia
- Krzyż Komandorski Orderu Odrodzenia Polski (2 maja 1923)[5]